# Karin Falkmer
Karin Gunnel Falkmer, född Nilsson 16 augusti 1936 i Burlövs församling i Malmöhus län, är en svensk gymnastikdirektör och politiker (moderat), som var riksdagsledamot 1987–2002 för Västmanlands läns valkrets.
Hon var också ledamot av Europaparlamentet, utsedd av riksdagen, 1 januari–9 oktober 1995.